# Republic Plaza, Singapore
Republic Plaza (tiếng Trung: 共和大厦 -Cộng Hòa Đại Hạ) là một trong ba tòa nhà chọc trời cao nhất của Singapore, cùng với OUB Centre và UOB Plaza One, cả ba tòa nhà này đều cao 280 m. Hoàn thành vào năm 1995, tòa nhà này có 66 tầng và 1 tầng ngầm.